# Lịch sử DNA của Ai Cập
Lịch sử di truyền về nhân khẩu học của Ai Cập phản ánh vị trí địa lý của nó nằm ở ngã tư của một số khu vực văn hóa sinh học chính: Bắc Phi, Sahara, Trung Đông, Địa Trung Hải và châu Phi Nam Sahara.

## DNA cổ đại
Ô nhiễm từ việc xử lý và xâm nhập từ vi sinh vật có thể tạo ra các vấn đề trong việc phục hồi DNA cổ đại, nhưng các phương pháp chiết xuất mới từ nhiều loại mô khác nhau đã làm giảm tỷ lệ phân tích ô nhiễm Barry Kemp (nhà Ai Cập học) đã lưu ý rằng các nghiên cứu DNA chỉ có thể đưa ra kết luận chắc chắn về dân cư của Ai Cập cổ đại nếu kết quả mẫu là một số lượng đáng kể các cá thể và đại diện cho một phạm vi địa lý và niên đại rộng lớn. Các nghiên cứu về DNA đã bị chỉ trích vì một loạt các vấn đề về phương pháp luận và cung cấp các giải thích sai lệch về phân loại chủng tộc.

## Nghiên cứu DNA trên người Ai Cập hiện đại
Phân tích di truyền của người Ai Cập hiện đại cho thấy, họ có nguồn gốc chung với các nhóm dân tộc nói ngôn ngữ Á Phi bản địa khác ở Bắc Phi, Tây Á, Anatolia và vùng Sừng châu Phi; Một số nghiên cứu đã đề xuất quan điểm rằng những dòng dõi này đã từ Tây Á lan sang Bắc Phi và Sừng Châu Phi trong cuộc Cách mạng Đồ đá mới và được duy trì bởi thời kỳ tiền triều đại.
Một nghiên cứu của Krings và cộng sự (1999) trên các dòng ADN ty thể dọc theo Thung lũng sông Nile đã phát hiện ra rằng, một dòng di cư Á-Âu chạy từ Bắc Ai Cập đến Nam Sudan và một dòng di cư Nam Sahara từ Nam Sudan đến Bắc Ai Cập, bắt nguồn từ kích thước mẫu 224 cá thể (68 người Ai Cập, 80 người Nubia, 76 miền nam Sudan). Nghiên cứu cũng cho thấy Ai Cập và Nubia có lượng phân kỳ thấp và tương tự nhau đối với cả hai loại mtDNA, điều này phù hợp với bằng chứng lịch sử về những tương tác lâu dài giữa Ai Cập và Nubia. Tuy nhiên, có sự khác biệt đáng kể giữa thành phần của vốn gen mtDNA của các mẫu Ai Cập và của các mẫu Nubia và Nam Sudan. Sự đa dạng của loại mtDNA Á-Âu cao nhất ở Ai Cập và thấp nhất ở miền nam Sudan, trong khi sự đa dạng của loại mtDNA Nam Sahara thấp nhất ở Ai Cập và cao nhất ở miền nam Sudan. Trong kết luận, các tác giả cho rằng Ai Cập và Nubia có nhiều liên hệ di truyền hơn là với miền nam Sudan và cuộc di cư từ bắc xuống nam sớm hơn hoặc ít hơn về mức độ dòng gen so với di cư từ nam lên bắc.
Nghiên cứu của Luis và cộng sự (2004) phát hiện ra rằng, các nhóm haplog nam trong mẫu 147 người Ai Cập là E1b1b (36,1%, chủ yếu là E-M78), J (32,0%), G (8,8%), T (8,2%) và R (7,5%).  Nghiên cứu cho thấy, "sự phân bố tần số NRY của Ai Cập có vẻ giống với Trung Đông hơn nhiều so với bất kỳ dân số châu Phi Nam Sahara nào, cho thấy thành phần di truyền Âu-Á lớn hơn nhiều... A, B, E1b1a) là 3,4% ở Ai Cập... trong khi các nhóm haplog có nguồn gốc Á-Âu (Nhóm C, D và F-Q) chiếm 59% [ở Ai Cập]. Các phân lớp E1b1b là đặc trưng của một số những người nói ngôn ngữ Á-Phi và được cho là có nguồn gốc từ Trung Đông, Bắc Phi hoặc vùng Sừng Châu Phi. Cruciani và cộng sự (2007) gợi ý rằng E-M78, phân lớp E1b1b chiếm ưu thế ở Ai Cập, có nguồn gốc từ Đông Bắc Châu Phi (Ai Cập và Libya trong nghiên cứu), với hành lang di cư hai chiều giữa đông bắc và đông Phi (ít nhất hai đợt cách đây khoảng từ 23,9–17,3 nghìn năm và 18,0–5,9 nghìn năm), những cuộc di cư xuyên Địa Trung Hải trực tiếp từ Bắc Phi đến Châu Âu (chủ yếu trong 13,0 nghìn năm trước), và luồng di cư từ đông bắc Phi sang Tây Á trong khoảng 20,0 đến 6,8 nghìn năm trước. Cruciani và cộng sự đề xuất rằng E-M35, nhánh mẹ của E-M78, có nguồn gốc từ Đông Phi trong thời kỳ đồ đá cũ và sau đó lan sang Đông Bắc Phi, cách đây 23,9–17,3 nghìn năm. Cruciani và cộng sự cũng cho rằng, sự hiện diện của nhiễm sắc thể E-M78 ở Đông Phi chỉ có thể được giải thích thông qua sự di cư ngược trở lại của nhiễm sắc thể đã mắc phải đột biến M78 ở Đông Bắc Phi.
Các nghiên cứu khác đã chỉ ra rằng người Ai Cập hiện đại có mối quan hệ di truyền chủ yếu với các nhóm dân cư ở Bắc Phi và Trung Đông, và ở một mức độ thấp hơn là người Sừng châu Phi và châu Âu. Một nghiên cứu khác cho rằng, "thông tin có sẵn về các nhóm cá nhân ở Ethiopia và Bắc Phi là khá hạn chế nhưng đủ để cho thấy rằng tất cả họ đều tách biệt với người châu Phi Nam Sahara và rằng người Bắc Phi và người Đông Phi (chẳng hạn như người Ethiopia) rõ ràng là tách biệt", và kết luận rằng hầu hết người Ethiopia đến từ một hỗn hợp và phần lớn các gen Nam Sahara đến từ thời đồ đá mới "trước khi bắt đầu nền văn minh Ai Cập". Nghiên cứu cũng cho thấy tần số gen của các quần thể Bắc Phi và ở một mức độ thấp hơn, Đông Phi là trung gian giữa Châu Phi và Châu Âu. Ngoài ra, một số nghiên cứu cho thấy mối quan hệ với các nhóm dân cư ở Trung Đông, cũng như một số nhóm ở miền nam châu Âu, và có mối liên hệ chặt chẽ hơn với những người Bắc Phi khác.
Một nghiên cứu mtDNA năm 2004 về 58 cá thể thượng lưu Ai Cập bao gồm 34 cá thể từ Gurna, một khu định cư nhỏ trên những ngọn đồi đối diện Luxor. 34 cá thể từ Gurna thể hiện các nhóm haplog: M1 (6/34 cá thể, 17,6%), H (5/34 cá thể, 14,7%), L1a (4/34 cá thể, 11,8%) và U (3/34 cá thể, 8,8 %). Tần suất haplotype M1 ở các cá thể Gurna (6/34 cá thể, 17,6%) tương tự như tần số thấy ở quần thể Ethiopia (20%), cùng với thành phần Tây Âu Á khác nhau về sự phân bố nhóm haplog ở các cá thể Gurna. Tuy nhiên, các dạng đơn bội M1 từ các cá thể Gurna biểu hiện một đột biến không có trong quần thể Ethiopia; trong khi đột biến này xuất hiện ở các cá thể haplotype không phải M1 từ Gurna. Người Ai Cập ở Thung lũng sông Nile không cho thấy những đặc điểm đã được thể hiện bởi các cá thể Gurna. Kết quả của nghiên cứu cho rằng mẫu cá thể Gurna đã giữ lại các yếu tố của cấu trúc di truyền tổ tiên từ quần thể tổ tiên ở Đông Phi, được đặc trưng bởi tần số nhóm haplog M1 cao. Một nghiên cứu mtDNA khác năm 2004 đã mô tả các mẫu cá thể Gurna, và nhóm chúng lại với các nhóm Ethiopia và Yemen, giữa các nhóm mẫu Cận Đông và các nhóm mẫu châu Phi khác.
Mặc dù đã có nhiều tranh luận về nguồn gốc của haplogroup M1, một nghiên cứu năm 2007 đã kết luận rằng M1 có nguồn gốc Tây Á chứ không phải là nguồn gốc Châu Phi Nam Sahara, mặc dù phần lớn các dòng M1a được tìm thấy bên ngoài và bên trong Châu Phi có nguồn gốc Đông Phi gần đây hơn, là kết quả của "dòng chảy ngược M1 đầu tiên [từ châu Á] sang châu Phi, vào khoảng 30.000 năm trước". Nghiên cứu chỉ ra rằng "sự phân tán cổ xưa nhất của M1 xảy ra ở Tây Bắc châu Phi, đến bán đảo Iberia, thay vì Ethiopia", và có bằng chứng chỉ ra rằng "Cận Đông là nguồn gốc có thể xảy ra nhất của sự phân tán M1 nguyên thủy, ở hướng Tây vào Châu Phi và hướng Đông đến Trung Á... [với] bán đảo Sinai là cửa ngõ có khả năng xảy ra cao nhất của dòng chảy ngược này vào Châu Phi "hoặc" M1 là một lớp phủ Bắc Phi tự động lan truyền sớm nhất ở các khu vực phía tây bắc vươn tới Cận Đông và xa hơn nữa ".
Tuy nhiên, các tác giả khác đưa ra quan điểm cho rằng nhóm M haplogroup đã phát triển ở châu Phi trước sự kiện 'Out of Africa' khoảng 50.000 năm trước, và phân tán khỏi Bắc Phi hoặc Đông Phi từ 10.000 đến 20.000 năm trước. Quintana-Murci và cộng sự đã phát biểu khi tham khảo nhóm haplogroup M rằng "Sự biến đổi và phân bố địa lý của nó gợi ý rằng nhóm haplogroup M ở châu Á tách ra từ nhóm haplogroup M ở phía đông-Phi hơn 50.000 năm trước. Hai biến thể khác (489C và 10873C) cũng hỗ trợ một nguồn gốc duy nhất của haplogroup M ở Châu Phi ".
Một nghiên cứu về nhiễm sắc thể Y năm 2003 được thực hiện bởi Lucotte trên người Ai Cập hiện đại, với các kiểu đơn bội V, XI và IV là phổ biến nhất. Haplotype V phổ biến ở tất cả người dân Bắc Phi và có tần suất thấp bên ngoài khu vực Bắc Phi. Các kiểu haplotype V, XI và IV chủ yếu là các dạng haplotype ở Bắc Phi / Sừng Châu Phi, và chúng chiếm ưu thế hơn ở người Ai Cập so với các nhóm Trung Đông hoặc Châu Âu. Mô hình đa dạng của các biến thể này ở Thung lũng sông Nile của Ai Cập phần lớn là sản phẩm của các sự kiện dân số xảy ra vào cuối thế Pleistocen đến giữa Holocen đến Vương triều thứ nhất.
Keita (2008) đã kiểm tra một tập dữ liệu nhiễm sắc thể Y được công bố về các quần thể Phi-Á và phát hiện ra rằng dòng chính E-M35 / E-M78, nhánh phụ của nhóm haplogroup E, được chia sẻ giữa các quần thể trong ngôn ngữ của những người nói tiếng Ai Cập gốc và loa Cushitic hiện đại của Horn. Các dòng dõi này có mặt ở người Ai Cập, Berber, người nói tiếng Cushitic từ vùng Sừng châu Phi và người nói tiếng Semitic ở Cận Đông. Ông lưu ý rằng các biến thể cũng được tìm thấy ở Aegean và Balkan, nhưng nguồn gốc của phân lớp M35 là ở Đông Phi và các nhóm của nó chiếm ưu thế trong một phần cốt lõi của các nhóm nói tiếng Phi-Á, bao gồm các nhóm Cushitic, Ai Cập và Berber, ở tương phản những người nói tiếng Semitic cho thấy sự suy giảm tần suất đi từ tây sang đông ở khu vực Levantine-Syria. Keita đã xác định tần số cao của M35 (lớn hơn 50%) trong các quần thể Omotic, nhưng tuyên bố rằng điều này bắt nguồn từ một mẫu nhỏ đã được công bố là 12. Keita cũng viết rằng đột biến PN2 được chia sẻ bởi các dòng M35 và M2 và dòng xác định này có nguồn gốc từ Đông Châu phi. Ông kết luận rằng "dữ liệu di truyền cung cấp hồ sơ dân số cho thấy rõ ràng nam giới có nguồn gốc châu Phi, trái ngược với người gốc châu Á hoặc châu Âu" nhưng thừa nhận rằng sự đa dạng sinh học không chỉ ra bất kỳ bộ màu da hoặc đặc điểm khuôn mặt cụ thể nào như các quần thể là đối tượng của sức ép vi tiến hóa.
Babiker H. và cộng sự. (2011) đã kiểm tra kiểu gen của 15 STR cho 498 cá thể từ 18 quần thể Sudan và đưa ra dữ liệu kiểu gen so sánh với Ai Cập, Somalia và quần thể Karamoja từ Uganda. Nhìn chung, các kết quả cho thấy rằng kiểu gen của các cá thể từ miền bắc Sudan tập hợp với kiểu gen của Ai Cập, dân số Somali được tìm thấy là khác biệt về mặt di truyền và các cá thể từ miền nam Sudan tập hợp với những cá thể từ quần thể Karamoja. Nghiên cứu xác định rằng sự tương đồng của dân số Nubian và Ai Cập cho thấy rằng sự di cư, có khả năng hai chiều, đã xảy ra dọc theo Thung lũng sông Nile, phù hợp với bằng chứng lịch sử cho những tương tác lâu dài giữa Ai Cập và Nubia.
Một nghiên cứu của Hollfelder và cộng sự (2017) đã phân tích các quần thể khác nhau và phát hiện ra rằng người Copt và người Ai Cập cho thấy mức độ khác biệt di truyền thấp và mức độ đa dạng di truyền thấp hơn so với các nhóm phía đông bắc châu Phi. Người Copt và người Ai Cập có mức độ tổ tiên châu Âu / Trung Đông tương tự nhau (người Copt được ước tính là 69,54% ± 2,57 tổ tiên châu Âu và người Ai Cập là 70,65% ± 2,47 tổ tiên châu Âu). Nghiên cứu kết luận rằng người Copt và người Ai Cập có một lịch sử chung liên quan đến quy mô dân số nhỏ hơn. Hành vi trong các phân tích phụ gia phù hợp với tổ tiên chung giữa người Copt và người Ai Cập và / hoặc sự trôi dạt di truyền bổ sung ở người Copt. Một nghiên cứu so sánh tần số alen được thực hiện vào năm 2020 giữa hai nhóm dân tộc Ai Cập chính là Hồi giáo và Cơ đốc giáo, mỗi nhóm được đại diện bởi một mẫu gồm 100 cá thể khỏe mạnh không liên quan, đã hỗ trợ kết luận rằng các tín đồ Hồi giáo Ai Cập và tín đồ Ai Cập có nguồn gốc di truyền từ cùng một tổ tiên.